# Baixos Cal Sidro
Els Baixos Cal Sidro és una obra de Ripoll protegida com a Bé Cultural d'Interès Local.

## Descripció
Conjunt format per dos portals. El pilar únic que comparteixen les obertures està format per carreus; la llinda de cada obertura és una biga de fusta de roure amb incisions triangulars a mode decoratiu.